# Crisi del Mar Rosso
La crisi del Mar Rosso è un grave deterioramento della sicurezza internazionale scaturita il 19 ottobre 2023, quando gli Huthi, gruppo armato yemenita, hanno iniziato una serie di attacchi diretti contro il sud di Israele e contro le navi mercantili passanti per lo stretto di Bab el-Mandeb, nel Mar Rosso.
Durante la guerra tra Israele e Hamas, scoppiata nel 2023, gli Huthi dello Yemen, alleati del gruppo militante palestinista Hamas e dell'Iran, hanno lanciato diversi attacchi contro Israele utilizzando missili e droni, i quali sono stati intercettati e abbattuti dalle Forze di Difesa Israeliane sul Mar Rosso (grazie al sistema di difesa missilistica Arrow e all'Aeronautica israeliana), dalla Marina degli Stati Uniti e da quella francese.

## Antefatti

In verde le aree controllate dagli Huthi in Yemen.

Gli Huthi sono un'organizzazione militante sciita che controlla lo Yemen settentrionale, sostenuta e finanziata dal governo dell'Iran
; gli Huthi sono considerati proxy dell'Iran nelle guerre regionali come la guerra civile in corso nello Yemen dal 2014.
Nell'agosto 2018, un documento delle Nazioni Unite ha rivelato che il movimento è sostenuto e finanziato anche dai governi della Corea del Nord e della Siria.
A seguito dello scoppio della guerra tra Hamas e Israele il 7 ottobre 2023, i gruppi militanti sostenuti dall'Iran in tutto il Medio Oriente, compresi gli Huthi, hanno espresso sostegno ai gruppi palestinesi e minacciato di attaccare militarmente Israele, mentre il leader degli Huthi Abdul-Malik al-Houthi ha intimato gli Stati Uniti di non intervenire minacciando ritorsioni con droni e missili.

### Dotazione
Le armi utilizzate dagli Huthi provengono principalmente dall'Iran. L'arsenale è composto da missili di superficie, razzi di artiglieria e aeromobili a pilotaggio remoto, tutti in grado di raggiungere Israele dallo Yemen. I principali sono:
- Toophan: un missile di superficie con una gittata di circa 1800 km.
- Missili da crociera: della famiglia iraniana Soumar, con una gittata di circa 2000 km.
- Missile Quds-2: con una gittata di circa 1350 km.
- Droni Samad-3 e Samad-4: con una gittata di circa 1800 km.
- Droni Wa'id: simili agli Shahed 136, con una gittata di circa 2500 km.